# Prinzenmoor
Prinzenmoor (dänisch: Prinsemose) ist eine Gemeinde im Süden des Rendsburg-Eckernförde in Schleswig-Holstein.

## Geografie

### Geografische Lage
Das Gemeindegebiet von Prinzenmoor erstreckt sich am Lauf der Untereider etwa 15 km südwestlich von Rendsburg im Bereich des Naturraums der Eider-Treene-Niederung (Haupteinheit Nr. 692).

### Ortsteile
Neben dem namenstiftenden Dorf befinden sich ebenfalls die Häusergruppen Feldscheide und Langenberg, sowie die Hofsiedlung Friedrichsfeld als weitere Ortsteile, sogenannte Wohnplätze, im Gemeindegebiet.

### Nachbargemeinden
Unmittelbar anliegende Gemeindegebiete von Prinzenmoor sind:
|                   |                                             |         |
| Wrohm OT Lexfähre | Kompassrose, die auf Nachbargemeinden zeigt | Hamdorf |
|                   |                                             |         |

## Geschichte
Prinzenmoor wurde 1761 im Rahmen der Geestkolonisation gegründet. Der Ort war eine der ersten Geestkolonien und wurde nach dem Sohn des dänischen Königs Friedrich V. benannt. Da die Bewirtschaftung der kargen Böden mit der damaligen Technologie jedoch schwierig war, flohen zwölf der sechzehn südwestdeutschen Familien 1764 aus dem Kolonistendorf. Dabei wurden sie jedoch gefasst und hart bestraft, einige mussten beim Festungsbau in Rendsburg helfen, andere wurden auf neue Kolonistenstellen versetzt, ein Kolonist wurde ausgewiesen.
Im 19. Jahrhundert befanden sich Glashütten im Gemeindegebiet.
Angela Sommer-Bodenburg, die Schöpferin des Kleinen Vampirs, wohnte bis 1992 in Prinzenmoor. Mehrere Orte des Dorfes wurden durch sie mit dieser Geschichte literarisch berühmt.

## Politik

### Gemeindevertretung
Bei der Kommunalwahl am 14. Mai 2023 wurden insgesamt sieben Sitze vergeben. Diese fielen erneut alle an die Kommunale Wählergemeinschaft Prinzenmoor. Die Wahlbeteiligung betrug 73,7 %.

### Wappen
Blasonierung: „In Grün ein schräglinker silberner Wellenbalken, begleitet oben von einer goldenen Krone, unten von einem silbernen hölzernen Torfspatenblatt mit eiserner Bewehrung. Unter der Krone ein enghalsiges, bauchiges silbernes Glasgefäß.“

## Verkehr
Die Bundesstraße 203 von Rendsburg nach Heide führt durch das Gemeindegebiet.